# 남풍세 나들목
남풍세 나들목(S.Pungse IC)은 충청남도 천안시 동남구 풍세면 가송리에 설치된 논산천안고속도로의 35-1번 교차로이다. 나들목 진출입로는 풍세면 풍서리, 세종특별자치시 소정면 소정리와 접하고 있다. 2014년 7월 29일에 개통되었으며, 호남고속도로 순천 기점에서 269.71km 떨어져 있다.

## 연혁
- 2014년 7월 29일 : 나들목 개통[2]

## 구조물 정보
- 위치: 충청남도 천안시 동남구 풍세면 가송리
- 영업소: 충청남도 천안시 동남구 풍세면 가송로 130-69

## 명칭
나들목 공사 당시 가칭이 가송 나들목이었으며, 개통할 때는 풍세 나들목으로 명명될 예정이었지만 당시 논산천안고속도로 본선 상에 설치되었던 풍세 요금소와 혼동될 우려가 제기되어 현재와 같은 명칭으로 개통하게 되었다.

## 접속하는 도로
- 국도 제43호선 (세종평택로)
- 간접 연결 : 국도 제1호선, 국도 제23호선 (세종로, 운당 교차로 이용)

## 교통량 정보
| 요금소          | 통행량 (대/일) | 통행량 (대/일) | 통행량 (대/일) | 통행량 (대/일) | 통행량 (대/일) | 통행량 (대/일) | 통행량 (대/일) | 통행량 (대/일) | 통행량 (대/일) | 통행량 (대/일) | 각주  |
| 요금소          | 2002년         | 2003년         | 2004년         | 2005년         | 2006년         | 2007년         | 2008년         | 2009년         | 2010년         | 2011년         | 각주  |
| --------------- | -------------- | -------------- | -------------- | -------------- | -------------- | -------------- | -------------- | -------------- | -------------- | -------------- | ----- |
| 남풍세 (폐쇄식) | 미개통         | 미개통         | 미개통         | 미개통         | 미개통         | 미개통         | 미개통         | 미개통         | 미개통         | 미개통         | [ 3 ] |
| 요금소          | 2012년         | 2013년         | 2014년         | 2015년         | 2016년         | 2017년         | 2018년         | 2019년         |                |                | [ 3 ] |
| 남풍세 (폐쇄식) | 미개통         | 미개통         | 2,066          | 753            | 1,159          | 3,365          | 3,664          | 3,937          |                |                | [ 3 ] |